# Lubou Uładykouska-Konoplanik
Liubou Mikałajeuna Uładykouskaja-Konoplanik (biał. Любоў Мікалаеўна Уладыкоўская-Канаплянік, ros. Любовь Николаевна Владыковская-Конопляник, Lubow Nikołajewna Władуkowska-Konoplanik; ur. 14 lutego 1967 w rejonie słuckim obwodu mińskiego) – kulturolog białoruski, publicysta, katolicka działaczka społeczna, autorka ponad 300 prac naukowych i popularnonaukowych dotyczących problemów rozwoju narodowo-kulturalnego Białorusi, samoświadomości narodowej, ideałów społecznych, myśli religijnej i społecznej, stosunków międzywyznaniowych na Białorusi, wartości demokratycznych, dialogu międzykulturalnego, amerykanistyki. Іnicjatorka programów społecznych na Białorusi, których celem było opracowanie koncepcji i realizacja białoruskiej idei narodowej, białorutenizacja Kościoła katolickiego, rozwój duchowy i uzdrowienie moralne białoruskiego społeczeństwa, a także poszerzenie sfery wykorzystania języka białoruskiego, demokratyzacja, europeizacja oraz rozwój amerykanistyki na Białorusi. Od roku 1993 -- kandydat nauk filologicznych (odpowiednik polskiego stopnia doktora).

## Życiorys
Urodziła się 14 lutego 1967 roku w rejonie słuckim obwodu mińskiego Białoruskiej SRR. W 1989 roku ukończyłа Białoruski Uniwersytet Państwowy (BUP), w 1992 roku aspiranturę na tej samej uczelni, a w 2009 r. –- doktorat na Wydziale Stosunków Międzynarodowych BUP. W 1993 roku uzyskała stopień kandydata nauk filologicznych (odpowiednik polskiego stopnia doktora). Temat jej rozprawy kandydackiej brzmiał: Koncepcja światopoglądu narodowego na przykładzie twórczości Janki Łuczyny. W latach 1992–1994 była pracownikiem naukowym w laboratorium wychowania w szkole narodowej, wykładała jednocześnie na BUP i innych uczelniach wyższych język białoruski i podstawy kultury białoruskiej dla studentów zagranicznych. W latach 1994–1998 była głównym inspektorem w Zarządzie Głównym Szkolnictwa Wyższego Ministerstwa Edukacji Białorusi. Od grudnia 1998 do 2004 roku pełniła funkcję dyrektora Narodowego Centrum Naukowo-Oświatowego im. Franciszka Skaryny, a od 2000 roku – jednocześnie kierownika Wydziału Problemów Chrześcijaństwa i Rozwoju Narodowego. Była także przewodniczącą białoruskiego klubu intelektualistów chrześcijańskich, wiceprzewodniczącą prezydium komitetu założycielskiego Mińskiego Uniwersytetu Katolickiego. Pełniła funkcję dyrektora Centrum edukacji multikulturowej Instytutu kształcenia ustawicznego Białoruskiego Uniwersytetu Państwowego, namiestnika redaktora głównego czasopisma "Slowo rodzime". Przewodniczyła sektorem dialogu międzykulturalnego Instytutu socjologii NAN Białorusi oraz laboratorium naukowo-badawczym komunikacji międzykulturalnej Państwowego instytutu zarządzania i technologii społecznych BUP. W latach 2014–2015 -- stypendysta Fulbrighta (Uniwersytet na Florydzie).
Inicjowała i organizowała szereg projektów społecznych, których celem było opracowanie koncepcji i realizacja białoruskiej idei narodowej, białorutenizacja Kościoła katolickiego, rozwój duchowy i uzdrowienie moralne białoruskiego społeczeństwa, a także poszerzenie sfery wykorzystania języka białoruskiego. W 1995 roku była inicjatorką utworzenia Komisji Terminologicznej przy Ministerstwie Edukacji, później -- Białoruskiego klubu intelektualistów chrześcijańskich, klubu dyskusyjnego "Dysputant" w czasopiśmie "Szkoła wyższa", Klubu Amerykańskiego w Mińsku, i t.d.. W 2010 r. stworzyła i prowadziła organizację niepaństwową "Dialog Międzykulturowy", która jednoczy przedstawicieli różnych grup profesyjnych (edukacja, nauka, biznes, religia, dyplomacja, media) w celu dialogu społecznego oraz badań naukowych i praktyki dialogu międzykulturalnego. W latach 2011–2012 była namiestnikiem dyrektora funduszu międzynarodowego "Złote dziedzictwo Witebska". Inicjowała i realizowała wiele projektów międzynarodowych, w tym "Białorusko-amerykański dialog międzykulturalny: strategia rozwoju (2011-2012). Razem z V. Szalatoninym wprowadziła do naukowego i kulturowego kontekstu imię G. Lahouskiego. Wspierała pomysł o stworzeniu Instytutu Kultury Białorusi oraz uniwersytetu białoruskojęzycznego.

## Prace
Liubou Uładykouskaja-Konoplanik jest autorką wykładu monograficznego o białoruskiej idei narodowej dla studentów wyższych uczelni, przeprowadzanego także poza granicami Białorusi kursu “Dialog międzykulturalny”, a także inicjatorką i współautorką wykładu monograficznego Problemy katolicyzmu na Białorusi. Ponadto, napisała ponad 300 artykułów naukowych o problemach rozwoju narodowo-kulturalnego Białorusi, samoświadomości narodowej, ideałów społecznych, myśli religijnej i społecznej, stosunków międzywyznaniowych na Białorusi, dialogu międzykulturalnego i amerykanistyki na Białorusi.

## Życie prywatne
Liubou Uładykouskaja-Konoplanik jest katoliczką. Ma męża i dwoje dzieci. Od roku 2006 ma nazwisko Uładykouskaja.